# Mémorial des vétérans de la guerre de Corée
Le mémorial des vétérans de la guerre de Corée (en anglais : Korean War Veterans Memorial) est un mémorial situé dans le West Potomac Park de Washington, honorant les soldats ayant participé à la guerre de Corée. Il a été inauguré le 27 juillet 1995.